# هربرت شبيغل
هربرت شبيغل (بالإنجليزية: Herbert Spiegel)‏ هو طبيب نفسي أمريكي، ولد في 29 يونيو 1914 في ماكيسبورت في الولايات المتحدة، وتوفي في 15 ديسمبر 2009 في مانهاتن في الولايات المتحدة.